# Hopman Cup 2019
La Hopman Cup 2019 è stata la 31ª edizione della Hopman Cup, torneo di tennis riservato a squadre miste. Vi hanno partecipato 8 squadre che si sfidano alla Perth Arena di Perth in Australia, dal 29 dicembre 2018 al 5 gennaio 2019. Il torneo è stato vinto dalla Svizzera, che in finale ha battuto, nella riproposizione dell'atto conclusivo dell'anno precedente, la Germania per 2-1.

## Squadre
| N. | Squadra     | Giocatrice       | Ranking WTA* | Giocatore          | Ranking ATP* | Totale |
| -- | ----------- | ---------------- | ------------ | ------------------ | ------------ | ------ |
| 1  | Germania    | Angelique Kerber | 2            | Alexander Zverev   | 4            | 6      |
| 2  | Svizzera    | Belinda Bencic   | 44           | Roger Federer      | 3            | 47     |
| 3  | Stati Uniti | Serena Williams  | 16           | Frances Tiafoe     | 39           | 55     |
| 4  | Grecia      | Maria Sakkarī    | 41           | Stefanos Tsitsipas | 15           | 56     |
| 5  | Australia   | Ashleigh Barty   | 15           | Matthew Ebden      | 46           | 61     |
| 6  | Francia     | Alizé Cornet     | 47           | Lucas Pouille      | 32           | 79     |
| 7  | Spagna      | Garbiñe Muguruza | 18           | David Ferrer       | 126          | 144    |
| 8  | Regno Unito | Katie Boulter    | 99           | Cameron Norrie     | 91           | 190    |

* Ranking al 1º ottobre 2018.

### Giocatori sostituiti
| Durante torneo | Durante torneo  | Durante torneo   | Durante torneo |
| -------------- | --------------- | ---------------- | -------------- |
| Spagna         | Whitney Osuigwe | Garbiñe Muguruza | Infortunio     |

## Fase a gironi

### Gruppo A
|   |           | Germania | Francia | Australia | Spagna | RR V–P | Match V–P | Set V–P | Game V–P | Classifica |
| 1 | Germania  |          | 2–1     | 2–1       | 3–0    | 3–0    | 7–2       | 14–8    | 108–88   | 1          |
| 6 | Francia   | 1–2      |         | 1–2       | 1–2    | 0–3    | 3–6       | 10–12   | 92–106   | 4          |
| 5 | Australia | 1-2      | 2–1     |           | 2–1    | 2–1    | 5–4       | 10–10   | 91–88    | 2          |
| 7 | Spagna    | 0–3      | 2–1     | 1–2       |        | 1–2    | 3–6       | 9–13    | 94–103   | 3          |

#### Australia vs. Francia
| Australia 2 | Perth Arena, Perth 29 dicembre 2018 Cemento (indoor) | Perth Arena, Perth 29 dicembre 2018 Cemento (indoor)        | Francia 1 |      |     |  |
| \| \| \| \| 1 \| 2 \| 3 \| \| \| - \| \| ----------------------------------------------------------- \| ----- \| ---- \| --- \| \| \| 1 \| \| Ashleigh Barty Alizé Cornet \| 7 5 \| 6 3 \| \| \| \| 2 \| \| Matthew Ebden Lucas Pouille \| 3 6 \| 7 65 \| 6 2 \| \| \| 3 \| \| Ashleigh Barty / Matthew Ebden Alizé Cornet / Lucas Pouille \| 34 45 \| 2 4 \| \| \| |                                                      |                                                             |           |      |     |  |
| |                                                      |                                                             | 1         | 2    | 3   |  |
| 1 | Australia (bandiera) · Francia (bandiera)            | Ashleigh Barty Alizé Cornet                                 | 7 5       | 6 3  |     |  |
| 2 | Australia (bandiera) · Francia (bandiera)            | Matthew Ebden Lucas Pouille                                 | 3 6       | 7 65 | 6 2 |  |
| 3 | Australia (bandiera) · Francia (bandiera)            | Ashleigh Barty / Matthew Ebden Alizé Cornet / Lucas Pouille | 34 45     | 2 4  |     |  |

#### Germania vs. Spagna
| Germania 3 | Perth Arena, Perth 30 dicembre 2018 Cemento (indoor) | Perth Arena, Perth 30 dicembre 2018 Cemento (indoor)                | Spagna 0 |       |        |  |
| \| \| \| \| 1 \| 2 \| 3 \| \| \| - \| \| ------------------------------------------------------------------- \| --- \| ----- \| ------ \| \| \| 1 \| \| Angelique Kerber Garbiñe Muguruza \| 6 2 \| 3 6 \| 6 3 \| \| \| 2 \| \| Alexander Zverev David Ferrer \| 6 4 \| 4 6 \| 7 6(0) \| \| \| 3 \| \| Angelique Kerber / Alexander Zverev Garbiñe Muguruza / David Ferrer \| 4 2 \| 45 33 \| \| \| |                                                      |                                                                     |          |       |        |  |
| |                                                      |                                                                     | 1        | 2     | 3      |  |
| 1 | Germania (bandiera) · Spagna (bandiera)              | Angelique Kerber Garbiñe Muguruza                                   | 6 2      | 3 6   | 6 3    |  |
| 2 | Germania (bandiera) · Spagna (bandiera)              | Alexander Zverev David Ferrer                                       | 6 4      | 4 6   | 7 6(0) |  |
| 3 | Germania (bandiera) · Spagna (bandiera)              | Angelique Kerber / Alexander Zverev Garbiñe Muguruza / David Ferrer | 4 2      | 45 33 |        |  |

#### Francia vs. Germania
| Francia 1 | Perth Arena, Perth 2 gennaio 2019 Cemento (indoor) | Perth Arena, Perth 2 gennaio 2019 Cemento (indoor)               | Germania 2 |       |     |  |
| \| \| \| \| 1 \| 2 \| 3 \| \| \| - \| \| ---------------------------------------------------------------- \| ----- \| ----- \| --- \| \| \| 1 \| \| Alizé Cornet Angelique Kerber \| 7 5 \| 2 6 \| 4 6 \| \| \| 2 \| \| Lucas Pouille Alexander Zverev \| 3 6 \| 7 67 \| 2 6 \| \| \| 3 \| \| Alizé Cornet / Lucas Pouille Angelique Kerber / Alexander Zverev \| 45 34 \| 45 33 \| \| \| |                                                    |                                                                  |            |       |     |  |
| |                                                    |                                                                  | 1          | 2     | 3   |  |
| 1 | Francia (bandiera) · Germania (bandiera)           | Alizé Cornet Angelique Kerber                                    | 7 5        | 2 6   | 4 6 |  |
| 2 | Francia (bandiera) · Germania (bandiera)           | Lucas Pouille Alexander Zverev                                   | 3 6        | 7 67  | 2 6 |  |
| 3 | Francia (bandiera) · Germania (bandiera)           | Alizé Cornet / Lucas Pouille Angelique Kerber / Alexander Zverev | 45 34      | 45 33 |     |  |

#### Australia vs. Spagna
| Australia 2 | Perth Arena, Perth 2 gennaio 2019 Cemento (indoor) | Perth Arena, Perth 2 gennaio 2019 Cemento (indoor)             | Spagna 1 |       |       |  |
| \| \| \| \| 1 \| 2 \| 3 \| \| \| - \| \| -------------------------------------------------------------- \| ---- \| ----- \| ----- \| \| \| 1 \| \| Ashleigh Barty Garbiñe Muguruza \| 6 3 \| 6 4 \| \| \| \| 2 \| \| Matthew Ebden David Ferrer \| 65 7 \| 5 7 \| \| \| \| 3 \| \| Ashleigh Barty / Matthew Ebden Garbiñe Muguruza / David Ferrer \| 3 45 \| 45 30 \| 45 33 \| \| |                                                    |                                                                |          |       |       |  |
| |                                                    |                                                                | 1        | 2     | 3     |  |
| 1 | Australia (bandiera) · Spagna (bandiera)           | Ashleigh Barty Garbiñe Muguruza                                | 6 3      | 6 4   |       |  |
| 2 | Australia (bandiera) · Spagna (bandiera)           | Matthew Ebden David Ferrer                                     | 65 7     | 5 7   |       |  |
| 3 | Australia (bandiera) · Spagna (bandiera)           | Ashleigh Barty / Matthew Ebden Garbiñe Muguruza / David Ferrer | 3 45     | 45 30 | 45 33 |  |

#### Spagna vs. Francia
| Spagna 2 | Perth Arena, Perth 4 gennaio 2019 Cemento (indoor) | Perth Arena, Perth 4 gennaio 2019 Cemento (indoor)          | Francia 1 |      |      |  |
| \| \| \| \| 1 \| 2 \| 3 \| \| \| - \| \| ----------------------------------------------------------- \| --- \| ---- \| ---- \| \| \| 1 \| \| Garbiñe Muguruza Alizé Cornet \| 6 1 \| 6 3 \| \| \| \| 2 \| \| David Ferrer Lucas Pouille \| 6 4 \| 65 7 \| 7 62 \| \| \| 3 \| \| Whitney Osuigwe / David Ferrer Alizé Cornet / Lucas Pouille \| 2 4 \| 2 4 \| \| \| |                                                    |                                                             |           |      |      |  |
| |                                                    |                                                             | 1         | 2    | 3    |  |
| 1 | Spagna (bandiera) · Francia (bandiera)             | Garbiñe Muguruza Alizé Cornet                               | 6 1       | 6 3  |      |  |
| 2 | Spagna (bandiera) · Francia (bandiera)             | David Ferrer Lucas Pouille                                  | 6 4       | 65 7 | 7 62 |  |
| 3 | Spagna (bandiera) · Francia (bandiera)             | Whitney Osuigwe / David Ferrer Alizé Cornet / Lucas Pouille | 2 4       | 2 4  |      |  |

Note. Il risultato ufficiale nel doppio misto è di 4–0, 4–0 a favore della Francia per il ritiro di Garbiñe Muguruza.

#### Australia vs. Germania
| Australia 1 | Perth Arena, Perth 4 gennaio 2019 Cemento (indoor) | Perth Arena, Perth 4 gennaio 2019 Cemento (indoor)                 | Germania 2 |      |   |  |
| \| \| \| \| 1 \| 2 \| 3 \| \| \| - \| \| ------------------------------------------------------------------ \| --- \| ---- \| - \| \| \| 1 \| \| Ashleigh Barty Angelique Kerber \| 4 6 \| 4 6 \| \| \| \| 2 \| \| Matthew Ebden Alexander Zverev \| 4 6 \| 3 6 \| \| \| \| 3 \| \| Ashleigh Barty / Matthew Ebden Angelique Kerber / Alexander Zverev \| 4 0 \| 4 31 \| \| \| |                                                    |                                                                    |            |      |   |  |
| |                                                    |                                                                    | 1          | 2    | 3 |  |
| 1 | Australia (bandiera) · Germania (bandiera)         | Ashleigh Barty Angelique Kerber                                    | 4 6        | 4 6  |   |  |
| 2 | Australia (bandiera) · Germania (bandiera)         | Matthew Ebden Alexander Zverev                                     | 4 6        | 3 6  |   |  |
| 3 | Australia (bandiera) · Germania (bandiera)         | Ashleigh Barty / Matthew Ebden Angelique Kerber / Alexander Zverev | 4 0        | 4 31 |   |  |

### Gruppo B
|   |             | Svizzera | Grecia | Stati Uniti | Gran Bretagna | RR V–P | Match V–P | Set V–P | Game V–P | Classifica |
| 2 | Svizzera    |          | 1−2    | 2−1         | 3–0           | 2–1    | 6–3       | 14–6    | 97–76    | 1          |
| 4 | Grecia      | 2–1      |        | 2–1         | 1–2           | 2–1    | 5–4       | 10–11   | 105–95   | 2          |
| 3 | Stati Uniti | 1−2      | 1–2    |             | 1–2           | 0–3    | 3–6       | 9–13    | 86–99    | 4          |
| 8 | Regno Unito | 0–3      | 2–1    | 2–1         |               | 2–1    | 4–5       | 9–12    | 77–96    | 3          |

#### Gran Bretagna vs. Grecia
| Gran Bretagna 2 | Perth Arena, Perth 29 dicembre 2018 Cemento (indoor) | Perth Arena, Perth 29 dicembre 2018 Cemento (indoor)              | Grecia 1 |       |       |  |
| \| \| \| \| 1 \| 2 \| 3 \| \| \| - \| \| ----------------------------------------------------------------- \| ----- \| ----- \| ----- \| \| \| 1 \| \| Cameron Norrie Stefanos Tsitsipas \| 7 67 \| 6 4 \| \| \| \| 2 \| \| Katie Boulter Maria Sakkarī \| 0 6 \| 6 4 \| 2 6 \| \| \| 3 \| \| Katie Boulter / Cameron Norrie Maria Sakkarī / Stefanos Tsitsipas \| 45 30 \| 32 45 \| 45 34 \| \| |                                                      |                                                                   |          |       |       |  |
| |                                                      |                                                                   | 1        | 2     | 3     |  |
| 1 | Gran Bretagna (bandiera) · Grecia (bandiera)         | Cameron Norrie Stefanos Tsitsipas                                 | 7 67     | 6 4   |       |  |
| 2 | Gran Bretagna (bandiera) · Grecia (bandiera)         | Katie Boulter Maria Sakkarī                                       | 0 6      | 6 4   | 2 6   |  |
| 3 | Gran Bretagna (bandiera) · Grecia (bandiera)         | Katie Boulter / Cameron Norrie Maria Sakkarī / Stefanos Tsitsipas | 45 30    | 32 45 | 45 34 |  |

#### Gran Bretagna vs. Svizzera
| Gran Bretagna 0 | Perth Arena, Perth 30 dicembre 2018 Cemento (indoor) | Perth Arena, Perth 30 dicembre 2018 Cemento (indoor)          | Svizzera 3 |        |   |  |
| \| \| \| \| 1 \| 2 \| 3 \| \| \| - \| \| ------------------------------------------------------------- \| ----- \| ------ \| - \| \| \| 1 \| \| Cameron Norrie Roger Federer \| 1 6 \| 1 6 \| \| \| \| 2 \| \| Katie Boulter Belinda Bencic \| 2 6 \| 6(0) 7 \| \| \| \| 3 \| \| Katie Boulter / Cameron Norrie Belinda Bencic / Roger Federer \| 34 45 \| 1 4 \| \| \| |                                                      |                                                               |            |        |   |  |
| |                                                      |                                                               | 1          | 2      | 3 |  |
| 1 | Gran Bretagna (bandiera) · Svizzera (bandiera)       | Cameron Norrie Roger Federer                                  | 1 6        | 1 6    |   |  |
| 2 | Gran Bretagna (bandiera) · Svizzera (bandiera)       | Katie Boulter Belinda Bencic                                  | 2 6        | 6(0) 7 |   |  |
| 3 | Gran Bretagna (bandiera) · Svizzera (bandiera)       | Katie Boulter / Cameron Norrie Belinda Bencic / Roger Federer | 34 45      | 1 4    |   |  |

#### Stati Uniti vs. Grecia
| Stati Uniti 1 | Perth Arena, Perth 31 dicembre 2018 Cemento (indoor) | Perth Arena, Perth 31 dicembre 2018 Cemento (indoor)                | Grecia 2 |      |     |  |
| \| \| \| \| 1 \| 2 \| 3 \| \| \| - \| \| ------------------------------------------------------------------- \| ---- \| ---- \| --- \| \| \| 1 \| \| Frances Tiafoe Stefanos Tsitsipas \| 3 6 \| 7 63 \| 3 6 \| \| \| 2 \| \| Serena Williams Maria Sakkarī \| 7 63 \| 6 2 \| \| \| \| 3 \| \| Serena Williams / Frances Tiafoe Maria Sakkarī / Stefanos Tsitsipas \| 1 4 \| 4 1 \| 2 4 \| \| |                                                      |                                                                     |          |      |     |  |
| |                                                      |                                                                     | 1        | 2    | 3   |  |
| 1 | Stati Uniti (bandiera) · Grecia (bandiera)           | Frances Tiafoe Stefanos Tsitsipas                                   | 3 6      | 7 63 | 3 6 |  |
| 2 | Stati Uniti (bandiera) · Grecia (bandiera)           | Serena Williams Maria Sakkarī                                       | 7 63     | 6 2  |     |  |
| 3 | Stati Uniti (bandiera) · Grecia (bandiera)           | Serena Williams / Frances Tiafoe Maria Sakkarī / Stefanos Tsitsipas | 1 4      | 4 1  | 2 4 |  |

#### Stati Uniti vs. Svizzera
| Stati Uniti 1 | Perth Arena, Perth 1º gennaio 2019 Cemento (indoor) | Perth Arena, Perth 1º gennaio 2019 Cemento (indoor)             | Svizzera 2 |      |     |  |
| \| \| \| \| 1 \| 2 \| 3 \| \| \| - \| \| --------------------------------------------------------------- \| --- \| ---- \| --- \| \| \| 1 \| \| Frances Tiafoe Roger Federer \| 4 6 \| 1 6 \| \| \| \| 2 \| \| Serena Williams Belinda Bencic \| 4 6 \| 6 4 \| 6 3 \| \| \| 3 \| \| Serena Williams / Frances Tiafoe Belinda Bencic / Roger Federer \| 2 4 \| 3 45 \| \| \| |                                                     |                                                                 |            |      |     |  |
| |                                                     |                                                                 | 1          | 2    | 3   |  |
| 1 | Stati Uniti (bandiera) · Svizzera (bandiera)        | Frances Tiafoe Roger Federer                                    | 4 6        | 1 6  |     |  |
| 2 | Stati Uniti (bandiera) · Svizzera (bandiera)        | Serena Williams Belinda Bencic                                  | 4 6        | 6 4  | 6 3 |  |
| 3 | Stati Uniti (bandiera) · Svizzera (bandiera)        | Serena Williams / Frances Tiafoe Belinda Bencic / Roger Federer | 2 4        | 3 45 |     |  |

#### Gran Bretagna vs. Stati Uniti
| Gran Bretagna 2 | Perth Arena, Perth 3 gennaio 2019 Cemento (indoor) | Perth Arena, Perth 3 gennaio 2019 Cemento (indoor)              | Stati Uniti 1 |       |     |  |
| \| \| \| \| 1 \| 2 \| 3 \| \| \| - \| \| --------------------------------------------------------------- \| ----- \| ----- \| --- \| \| \| 1 \| \| Katie Boulter Serena Williams \| 1 6 \| 62 7 \| \| \| \| 2 \| \| Cameron Norrie Frances Tiafoe \| 7 63 \| 6 1 \| \| \| \| 3 \| \| Katie Boulter / Cameron Norrie Serena Williams / Frances Tiafoe \| 32 45 \| 45 34 \| 4 1 \| \| |                                                    |                                                                 |               |       |     |  |
| |                                                    |                                                                 | 1             | 2     | 3   |  |
| 1 | Gran Bretagna (bandiera) · Stati Uniti (bandiera)  | Katie Boulter Serena Williams                                   | 1 6           | 62 7  |     |  |
| 2 | Gran Bretagna (bandiera) · Stati Uniti (bandiera)  | Cameron Norrie Frances Tiafoe                                   | 7 63          | 6 1   |     |  |
| 3 | Gran Bretagna (bandiera) · Stati Uniti (bandiera)  | Katie Boulter / Cameron Norrie Serena Williams / Frances Tiafoe | 32 45         | 45 34 | 4 1 |  |

#### Grecia vs. Svizzera
| Grecia 2 | Perth Arena, Perth 3 gennaio 2019 Cemento (indoor) | Perth Arena, Perth 3 gennaio 2019 Cemento (indoor)                | Svizzera 1 |      |       |  |
| \| \| \| \| 1 \| 2 \| 3 \| \| \| - \| \| ----------------------------------------------------------------- \| ----- \| ---- \| ----- \| \| \| 1 \| \| Stefanos Tsitsipas Roger Federer \| 65 7 \| 64 7 \| \| \| \| 2 \| \| Maria Sakkarī Belinda Bencic \| 6 3 \| 6 4 \| \| \| \| 3 \| \| Maria Sakkarī / Stefanos Tsitsipas Belinda Bencic / Roger Federer \| 45 34 \| 2 4 \| 45 33 \| \| |                                                    |                                                                   |            |      |       |  |
| |                                                    |                                                                   | 1          | 2    | 3     |  |
| 1 | Grecia (bandiera) · Svizzera (bandiera)            | Stefanos Tsitsipas Roger Federer                                  | 65 7       | 64 7 |       |  |
| 2 | Grecia (bandiera) · Svizzera (bandiera)            | Maria Sakkarī Belinda Bencic                                      | 6 3        | 6 4  |       |  |
| 3 | Grecia (bandiera) · Svizzera (bandiera)            | Maria Sakkarī / Stefanos Tsitsipas Belinda Bencic / Roger Federer | 45 34      | 2 4  | 45 33 |  |

## Finale

### Germania vs. Svizzera
| Germania 1 | Perth Arena, Perth 5 gennaio 2019 Cemento (indoor) | Perth Arena, Perth 5 gennaio 2019 Cemento (indoor)                 | Svizzera 2 |      |       |  |
| \| \| \| \| 1 \| 2 \| 3 \| \| \| - \| \| ------------------------------------------------------------------ \| --- \| ---- \| ----- \| \| \| 1 \| \| Alexander Zverev Roger Federer \| 4 6 \| 2 6 \| \| \| \| 2 \| \| Angelique Kerber Belinda Bencic \| 6 4 \| 7 66 \| \| \| \| 3 \| \| Angelique Kerber / Alexander Zverev Belinda Bencic / Roger Federer \| 0 4 \| 4 1 \| 34 45 \| \| |                                                    |                                                                    |            |      |       |  |
| |                                                    |                                                                    | 1          | 2    | 3     |  |
| 1 | Germania (bandiera) · Svizzera (bandiera)          | Alexander Zverev Roger Federer                                     | 4 6        | 2 6  |       |  |
| 2 | Germania (bandiera) · Svizzera (bandiera)          | Angelique Kerber Belinda Bencic                                    | 6 4        | 7 66 |       |  |
| 3 | Germania (bandiera) · Svizzera (bandiera)          | Angelique Kerber / Alexander Zverev Belinda Bencic / Roger Federer | 0 4        | 4 1  | 34 45 |  |

## Campioni
| Vincitori della Hopman Cup 2019 |
| ------------------------------- |
| Svizzera (4º titolo)            |